# Абу'л Аббас Ахмад II
Абу'л Аббас Ахмад II аль-Мустансир (араб. أبو العباس المستنصر; нар. 1329 —6 червня 1394) — 18-й султан і 17-й халіф Держави Хафсідів у 1371—1394 роках. Він об'єднав і відновив хафсідську державу після періоду безладу та роздробленості, який був викликаний вторгненням в Іфрикію марокканських маринідів під проводом Абу Інан Фаріса.

## Життєпис

### Емір
Онук хафсідського халіфа Абу Бакра II та син Абу Абдаллаха Мухаммада, еміра Константіни на території сучасного Алжиру. На той час Константіна була фактично незалежною від халіфа Тунісу Абу Ісхака Ібрагіма II, рідного дядька Ахмада. У 1351 році після смерті батька успадкував в Константіні владу і невдовзі розпочав війну проти свого дядька — халіфа Тунісу Абу Ісхака. Війна тривала до 1356 року й завершилася безрезультатно.
У 1356 році зазнав нападу з боку маринідського султана Абу Інан Фаріса, який позбавив Абу'л Аббас Ахмада влади і змусив рятуватись втечею на південь. Але вже у 1357 році, після повернення Абу Інан Фаріса до Марокко, зміг повернутись до Константіни і відновити свою владу.
1365 року у боротьбі за Беджаю надав підтримку Абу Заяну Мухаммаду проти його родича — заянідського султана Абу Хамму II. У 1366 році відібрав Беджаю у свого двоюрідного брата Абу Абдалаха ібн Абу Закарія.
9 грудня 1370 року Абу'л Аббас Ахмад захопив місто Туніс, стратив халіфа Абу'ла Бака Халіда II і присвоїв собі його титул, ставши новим правителем Держави Хафсідів.

### Халіф
Захопивши владу у східному Магрибі та північній Іфрикії, новий халіф стикнувся з проблемою втрати володінь хафсідського емірату на півдні Іфрикії та в Триполітанії. Для повернення втрачених попередниками володінь вимушений був піти на поступки арабським племенам, знизив податки для селян. 1371 року переміг родича аль-Хафса, відвоювавши Аннабу. Після цього розпочав боротьбу проти племені Бану-Маккі та місцевих правителів. Вона тривала до 1381 року, коли Абу'л Аббас Ахмаду II вдалося відновити владу в усій Іфрикії, послідовно відвоювавши спочатку Таузар і Гафсу, потім Сусу і нарешті Сфакс та Махдію. 1381 року захоплено область Заб.
Ще однією проблемою Ахмада були відносини з християнськими державами, які боролись проти піратських баз на узбережжі Тунісу. У 1383 році арагонці з Сицилійського королівства за допомогою пізанців та генуезців захопили острів Джербу. Під час Берберського хрестового походу у липні 1390 року портове місто Махдія, як головна база берберських піратів, було взяте в облогу спільним генуезько-французьким військом на чолі з Людовиком II де Бурбоном. Проте Махдія витримала двомісячну облогу, а війська Ахмада II постійно турбувала армію хрестоносців дрібними нападами. У вересні хрестоносці були змушені укласти мирний договір, зняти облогу і повернутись до Європи. У 1392 році за підтримки махдійських піратів халіфу вдалося відвоювати Джербу.
Помер Абу'л Аббас Ахмад II в 1394 році. Йому спадкував син Абу Фаріс Абд аль-Азіз II.